# Virgen

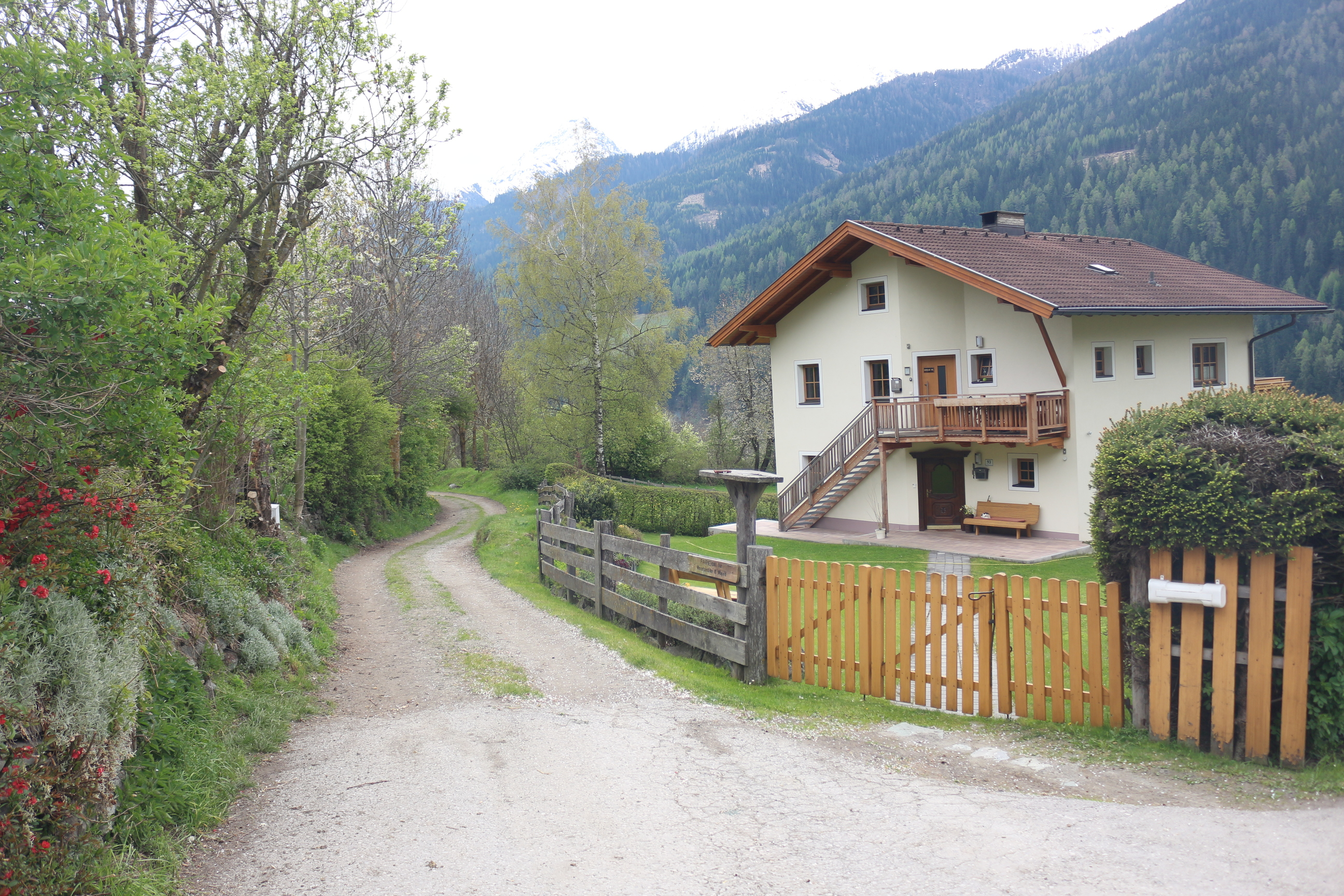
Een bergweggetje in Virgen

Virgen is een gemeente in de Oostenrijkse deelstaat Tirol en maakt deel uit van het district Lienz. Virgen telt 2139 inwoners en ligt in het Virgental.

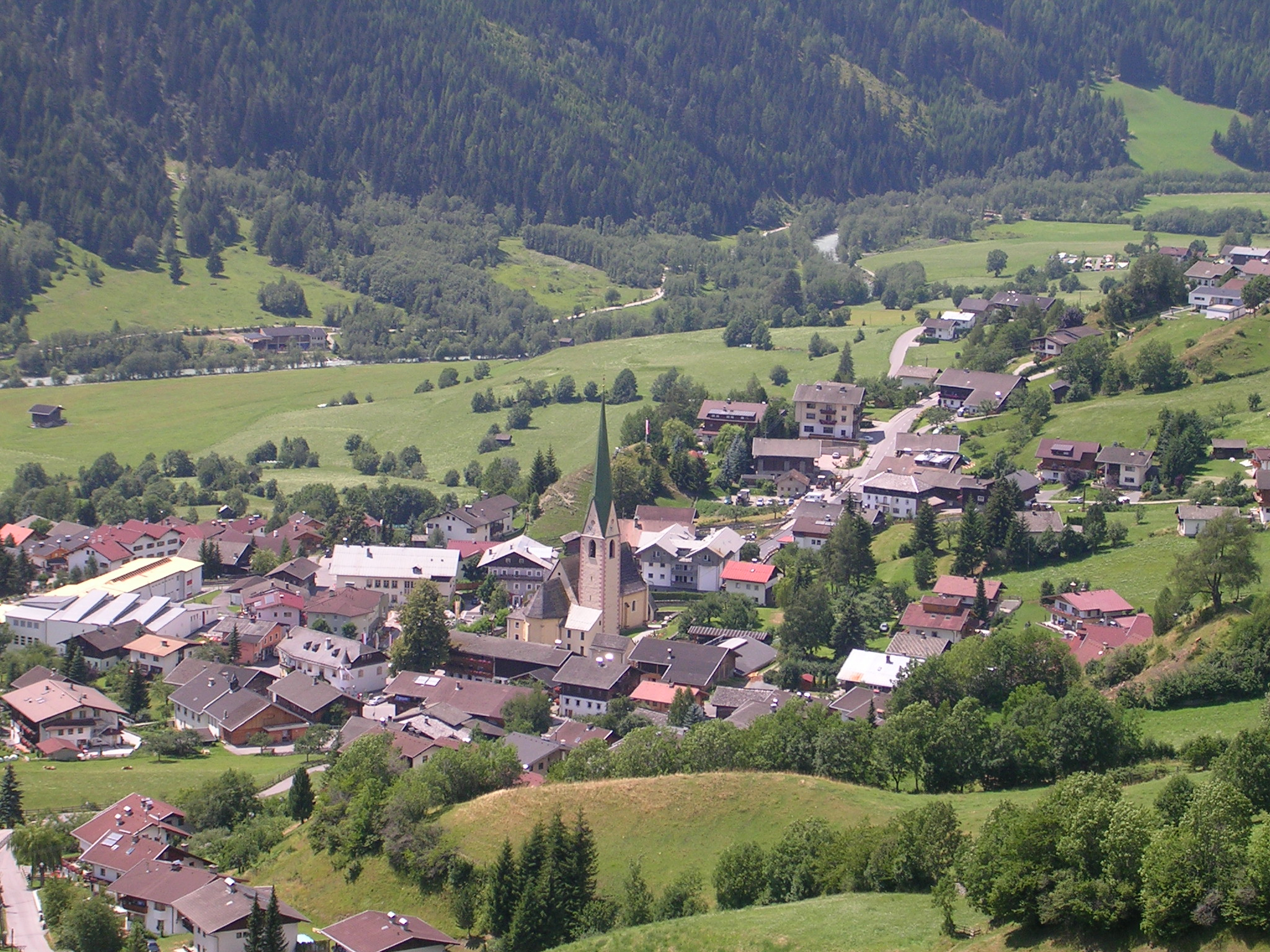
Virgen
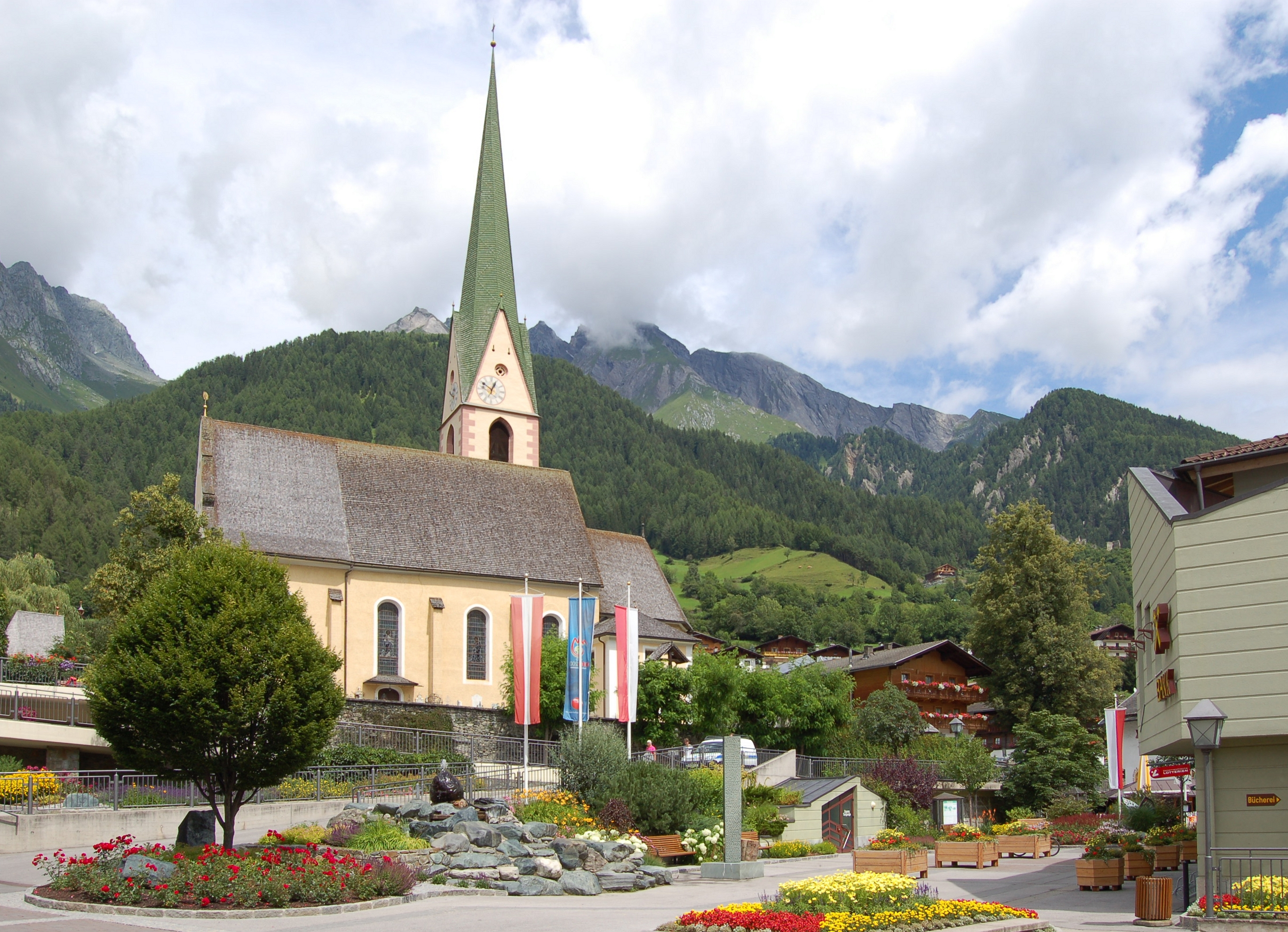
De parochiekerk met gedraaide torenspits

Abfaltersbach ·
Ainet ·
Amlach ·
Anras ·
Assling ·
Außervillgraten ·
Dölsach ·
Gaimberg ·
Heinfels ·
Hopfgarten in Defereggen ·
Innervillgraten ·
Iselsberg-Stronach ·
Kals am Großglockner ·
Kartitsch ·
Lavant ·
Leisach ·
Lienz ·
Matrei i. O. ·
Nikolsdorf ·
Nußdorf-Debant ·
Oberlienz ·
Obertilliach ·
Prägraten am Großvenediger ·
Sankt Jakob in Defereggen ·
Sankt Johann im Walde ·
Sankt Veit in Defereggen ·
Schlaiten ·
Sillian ·
Strassen ·
Thurn ·
Tristach ·
Untertilliach ·
Virgen
- Gemeinsame Normdatei: 4527164-1
- Library of Congress Control Number: n00028411
- Nationale Bibliotheek van Tsjechië: ge527888
- Nationale Bibliotheek van Israël: 987007480290205171
- Virtual International Authority File: 168173925